# Bruce Jouanny

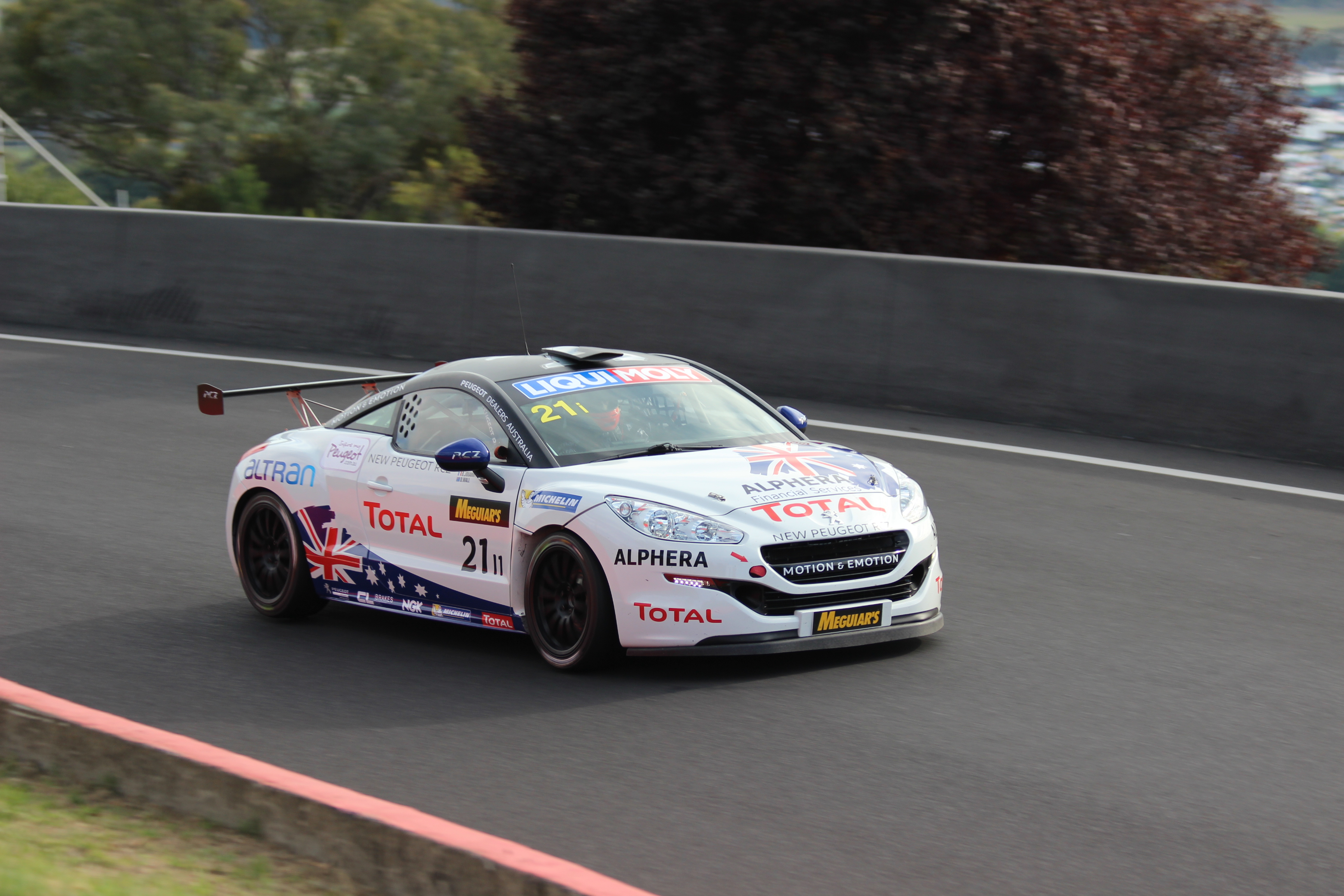
Der Peugeot RCZ Cup, mit dem Jouanny, Andrew Jones und David Wall das 12-Stunden-Rennen von Bathurst 2013 bestritten und damit einen Klassensieg feierten

Bruce Jouanny (* 11. Juni 1978 in Paris) ist ein französischer Automobilrennfahrer.

## Karriere im Motorsport
Bruce Jouanny erwarb neben seiner Motorsportkarriere Akademische Grade. Er hat ein Baccalauréat in Literatur; außerdem ist er Bachelor of Business Administration für das Fachgebiet Marketing und spricht neben seiner Muttersprache perfekt Englisch und Spanisch.
Mit dem Rennfahren begann er 1996 in der französischen Formel-Renault-Meisterschaft. Nach einem neunten Rang 1998, beendete er die Saison 1999 hinter Lucas Lasserre und Mathieu Zangarelli als Gesamtdritter. Im folgenden Jahr wechselte er in die Formel Palmer Audi deren Junior-Gesamtwertung er für sich entscheiden konnte.
2001 versuchte er in der Formel 3 Fuß zu fassen und ging in diversen Serien dieser Rennformel an den Start. Er fuhr sowohl in der japanischen- als auch in der britischen Meisterschaft, bestritt das Formel-3-Rennen beim Macau Grand Prix und war in Südkorea engagiert. Beste Meisterschaftsplatzierung war der vierte Gesamtrang 2002, hinter Robbie Kerr, James Courtney und Heikki Kovalainen. Im Monopostopsort folgten zwei Jahre in der World Series by Nissan und 2006 ein erfolgloses Jahr in der Formel Renault 3.5, die aus der World Series hervorging.
Noch während der Zeit in der Nissan-Serie begannen Jouanny's Sportwagenaktivitäten. 2005 gab er für Courage Compétition sein Debüt beim 24-Stunden-Rennen von Le Mans, wo er bislang dreimal ins Rennen ging. Beste Platzierung war der achte Gesamtrang 2009, mit den Partnern Christophe Tinseau und João Barbosa für das Team von Henri Pescarolo. Größter Erfolg im Sportwagen war der vierte Rang beim 1000-km-Rennen von Monza 2008. Seine bisher letzten Renneinsatz hatte er mit einem Klassensieg beim 12-Stunden-Rennen von Bathurst 2013.
Bruce Jouanny, der offiziell nicht zurückgetreten ist, war mehrere Jahre Testfahrer der Einsatzwagen der Superleague Formula und neben Ben Edwards Gastkommentator bei Motorsportübertragungen der BBC. 

## Statistik

### Le-Mans-Ergebnisse
| Jahr | Team                | Fahrzeug     | Teamkollege        | Teamkollege     | Platzierung | Ausfallgrund |
| ---- | ------------------- | ------------ | ------------------ | --------------- | ----------- | ------------ |
| 2005 | Courage Compétition | Courage C65  | Shinji Nakano      | Jonathan Cochet | Ausfall     | Unfall       |
| 2007 | Saulnier Racing     | Courage LC75 | Alain Filhol       | Jacques Nicolet | Rang 36     |              |
| 2009 | Pescarolo Sport     | Pescarolo 01 | Christophe Tinseau | João Barbosa    | Rang 8      |              |